# Maria Dolors Prieto Soria
Maria Dolors Prieto Soria (Barcelona, 1972) és una exjugadora catalana de waterpolo.
Membre del Club Esportiu Mediterrani, es proclamà dues vegades campiona de Lliga espanyola (1990 i 1992). Fou internacional amb la selecció espanyola de waterpolo en quatre ocasions.